# Књаз Милош (компанија)
Књаз Милош је српска компанија која представља једног од највећих произвођача минералне воде, безалкохолних и енергетских пића у Србији. Компанија послује са седиштем у Аранђеловцу, где је у Буковичкој бањи пре више од два века започела историја коришћења воде са извора. Данас Књаз Милош а.д. послује у оквиру joint venture компаније коју су основали Mattoni 1873 и PepsiCo.
Поред најпознатије минералне газиране воде Књаз Милош, производни асортиман обухвата и брендове Аква Вива, Гуарана, Тјуб, Густо, Голф и Ремикс Књаз.

## Историјат

### Почеци
Почетак коришћења воде са извора везује се за 1811. годину када је Доситеј Обрадовић посетио извор и користио воду у лековите сврхе. Од тада почиње и традиција точења минералне воде у крчаге, бурад и „бутеле”, као и њена испорука воловским и коњским запрегама.
Двадесет и пет година касније, руски стручњаци и начелник Санитета Књажевства у Србији, др Емерих Линдемајер, извршили су прву стручну анализу својстава и квалитета ове минералне воде. Резултати и закључци о посебним лековитим својствима воде довели су прве посетиоце на извор и тада је отпочела организована експлоатација воде.
Српски кнез Милош Обреновић је 1858. године ставио извор под заштиту државе и одлучио да на том месту подигне град. У знак захвалности, мештани и гости су извору дали кнежево име након чега је почела да се развија идеја о индустријској експлоатацији изворишта буковичке киселе воде.
Почетком 20. века минерална вода је почела да се извози ван граница Србије, где је на изложбама у Бриселу 1906. године, потом и 1907. у Лондону добила престижне награде.
Због велике потражње, на овом извору је уграђена инсталација за додавање природног гаса угљен-диоксида у воду; ова инсталација удвостручила је капацитет, па је тако 1956. године први пут у Србији произведено више од милион литара минералне воде, која се продавала у боцама од 0,5 и 0,3 литара.

### Индустријска експлоатација
Револуционарна година за Књаз Милош била је 1964. година, када је престало ручно флаширање воде, захваљујући уградњи уређаја за индустријску експлоатацију, произведених у Америци. Све до тада, процес производње је обављан у потпуности ручно, од прања, до пуњења и затварања боца; вода је точена у боце од 1 литра, пакована у дрвене гајбице обложене сламом и транспортована железницом до купаца.
Компанија Књаз Милош је 1965. године постала прва фабрика у старој Југославији која је производила Пепси Колу по лиценци откупљеној од генералне дирекције из Њујорка. Три године касније, дошло је до потпуног преласка на индустријску производњу. Изграђена је нова фабрика, лоцирана изван градске зоне, са модерним аутоматским машинама и уређајима за пуњење. Компанија је већ 1972. године извозила минералну воду у бројне земље, између осталих у Америку, Аустралију, Кувајт, Гвинеју.
Фабрика је 1988. године пресељена са локације у самој Буковичкој бањи у нове производне хале у аранђеловачкој јужној индустријској зони, у подножју планине Венчац.

### Ширење пословања
Компанија Књаз Милош је 1996. године проширила своје пословање и, поред производње минералне газиране воде, у свој производни асортиман уврстила и нову категорију, у тадашње време потпуно нову врсту пића под називом Гуарана — први енергетски напитак на домаћем тржишту.
Поред препознатљивог бренда газиране воде Књаз Милош, који је постао генерички назив за газирану воду, тржишту и јавности је 1998. године представљен бренд негазиране минералне воде Аква Вива, који се континуирано развија и обогаћује различитим варијантама бренда, као што су Аква Вива Јуниор, Аква Вива вода са укусима воћа, Аква Вива Get On функционалне воде и Аква Вива Витамин, функционалне, витаминске воде.
Године 2013. бренд портфолио компаније обогаћен је Ремикс Књаз линијом освежавајућих напитака са високим садржајем воћног сока.
Нова категорија у компанији јесу безалкохолни, негазирани освежавајући напици са воћним соком и бренд Тјуб, у четири укуса: поморанџа, мултивитамин, црвено воће и вишња.

## Портфолио
- Књаз Милош[9] — Природна минерална газирана вода која se на тржиште пласира у разноврсним ПЕТ и стакленим амбалажама, затим као благо газирана вода и са аромом лимуна.
- Аква Вива[10] — Негазирана природна минерална вода која садржи оптималан и избалансиран однос минерала. Под окриљем овог бренда се налазе и екстензије: Аква Вива Јуниор, Аква Вива воде са укусима воћа и Аква Вива Гет Он линија функционалних вода.
- Гуарана[11] — Први српски енергетски напитак, настао 1996. године, који због свог састава и комбинације укуса, освежава, даје енергију и појачава концентрацију.
- Ремикс Књаз[12] — Иновативан производ у сегменту газираних безалкохолних напитака, који представља освежавајуће пиће са воћним соком, у варијантама Ремикс Књаз наранџа, Ремикс Књаз крушка, Ремикс Књаз лимунада и Ремикс Књаз бресква.
- Тјуб[8] — Негазирано освежавајуће безалкохолно пиће са воћним соком, у четири укуса: поморанџа, мултивитамин, црвено воће и вишња. Тјуб се истиче и по флаши атрактивног дизајна, у облику цевке и доступан је потрошачима у ПЕТ амбалажи од 0,5 и 1,5 л.
- Густо[13] — Природни сокови и нектари, укуса јабуке, поморанџе, ананаса, боровнице – грожђа, брескве, јагоде или кајсије, упаковани искључиво у стаклену амбалажу.
- Голф[14] — Бренд са дугом традицијом и препознатим квалитетом и укусом, за љубитеље газираних и негазираних безалкохолних напитака. Голф портфолио чине Голф Кола, Голф Оранџ, Голф Виталис и Голф Јабука.[15]

## Друштвено одговорно пословање
Компанија Књаз Милош придаје велику пажњу друштвено одговорном пословању и улаже у развој заједнице у којој послује.
У фокусу друштвено одговорног пословања, јесте локална заједница у Аранђеловцу, те је стога и централни пројекат био обнова Павиљона Књаз Милош, у парку Буковичке бање, објекта велике историјске и културне важности. Пројекат реконструкције Павиљона 2018. године награђен је Наградом Европске уније за културно наслеђе / Еуропа Ностра.
У сарадњи са Министрарством просвете, науке и технолошког развоја и Српским савезом професора физичког васпитања и спорта, компанија је са својим брендом Аква Вива у фебруару 2017. године започела пројекат Покренимо нашу децу, којим се у свих 1206 основних школа у Србији уводи свакодневна физичка активност, у циљу превенције лошег држања, деформитета кичме, гојазности и неактивности код деце. За овај пројекат компанија је добила две престижне награде на глобалном конгресу индустрије воде у Барселони.
Током 2017. године компанија је имала највећи број поднетих међународних пријава за жиг, у односу на сва домаћа правна лица. Из тог разлога, Светска организација за интелектуалну својину наградила је компанију наградом за изузетно правно лице са највећим интензитетом коришћења међународног система регистрације жигова.